# 黒川の女たち
『黒川の女たち』は、2025年公開の日本のドキュメンタリー映画。監督は松原文枝。
満蒙開拓移民として岐阜県黒川村（現・白川町）から渡った黒川開拓団の女性たちが、敗戦後の引き揚げを前にソビエト連邦軍兵士への性接待を強いられ性暴力を受けた実態をとり上げる。
2018年11月18日、白川町の佐久良太神社にある「乙女の碑」で新たな碑文の除幕式が行われた。このとき初めて碑文に「性接待」を強いられたことが明記された。当事者の女性や遺族会の代表が出席した除幕式を松原は取材し、2分ほどのニュースを放映した。以後、松原は黒川開拓団の取材を続け、2025年に本作を完成させた。